# Tarcísio Ariovaldo Amaral
Dom Tarcísio Ariovaldo Amaral C.SS.R. (Tabatinga, 23 de dezembro de 1919 - Aparecida, 2 de novembro de 1994) foi um sacerdote redentorista e bispo católico brasileiro. Foi o primeiro bispo diocesano de Limeira e o quarto bispo da Campanha.

## Biografia
Seu nome de batismo era Aloísio Ariovaldo Amaral, tendo mudado para Tarcísio, após sua entrada para a Redentorista. Foi ordenado padre no dia 10 de agosto de 1943. No dia 29 de abril de 1976 foi nomeado primeiro bispo da recém criada Diocese de Limeira, sendo sagrado pelo então Núncio Apostólico Dom Carmine Rocco, sendo consagrantes  Dom Antônio Maria Alves de Siqueira, Arcebispo de Campinas, e Dom Juvenal Roriz, C.Ss.R., então Prelado de Rubiataba. Em 14 de abril de 1984, foi nomeado bispo diocesano da Campanha,  governando-a até 15 de maio de 1991, quando renunciou. Faleceu, como bispo campanhense emérito, em 2 de novembro de 1994.